# 勝間村 (香川県)
勝間村（かつまむら）は、香川県三豊郡にあった村。

## 歴史
- 1890年2月15日 - 町村制施行に伴い、三野郡下勝間村（しもかつまむら）、上勝間村（かみかつまむら）が合併し、勝間村が発足。
- 1899年4月1日 - 三野郡が豊田郡と合併し、三豊郡となる。
- 1955年3月31日 - 上高瀬村・比地二村・二ノ宮村・麻村と新設合併し、高瀬町が発足。同日付で勝間村を廃止。